# Галаксит
Галаксит – мінерал, оксид марганцю та алюмінію. Марганцевистий різновид шпінелі.

## Загальний опис
Хімічна формула: MnAl2O4 або (Mn,Fe,Mg)(Al,Fe)2O4. Домішки Fe2+.
Сингонія кубічна.
Твердість 7,5-8.
Густина 4,04-4,2.
Колір червоного дерева до чорного.
Риска червоно-коричнева.
Зустрічається в асоціації з багатим марганцем, в жильних покладах. Знайдений в районі Болд-Неб (шт. Півн. Кароліна), а також в префектурі Сіга (Японія). Дуже рідкісний. За назвою міста Ґалакс (штат Північна Кароліна, США).